# Per Morten Haugen
Per Morten Haugen (Røros, 21 novembre 1968) è un allenatore di calcio ed ex calciatore norvegese, di ruolo centrocampista.

## Carriera

### Giocatore

#### Club
Haugen esordì nella 1. divisjon con la maglia del Moss: il 2 maggio 1987, infatti, fu titolare nella vittoria per 2-1 sul Lillestrøm. In quella stessa stagione, vinse il campionato con la sua squadra. Il 28 agosto 1988, arrivò la prima rete nella massima divisione norvegese: fu infatti autore di un gol nel successo per 2-0 sul Vålerengen. Successivamente, giocò nello Strindheim, prima di fare ritorno al Moss.

#### Nazionale
Conta 9 presenze per la Norvegia under 21. Il debutto avvenne il 15 giugno 1987, nella sconfitta per 1-2 contro la Francia under 21.

### Allenatore
Dal 2009 al 2010, fu allenatore del Moss.

## Palmarès

### Giocatore

#### Club

##### Competizioni nazionali
- Campionato norvegese: 1

Moss: 1987